# Maurice de Rothschild
Maurice Edmond Karl de Rothschild (Boulogne-Billancourt, 19 de maio de 1881 – Pregny-Chambésy, 4 de setembro de 1957) foi um colecionador de arte, proprietário de vinhedos, financista e político francês. Ele nasceu na família de banqueiros Rothschild da França.

## Origem
Maurice de Rothschild nasceu em 19 de maio de 1881 em Boulogne-Billancourt, perto de Paris. Ele foi o segundo filho de Edmond James de Rothschild (1845–1934) e Adelheid von Rothschild. Ele cresceu no Château Rothschild em Boulogne-Billancourt.

## Carreira
Rothschild herdou uma fortuna do filho mais velho, Adolph Carl von Rothschild (1823–1900), do ramo napolitano da família, e mudou-se para Genebra, Suíça, onde perpetuou o novo ramo suíço da família.
Rothschild foi eleito em 1919 para a Câmara dos Deputados, onde serviu até 1929. Entre 1929 e 1945, foi membro do Senado pelos Altos Alpes.
Em junho de 1940, durante a Batalha da França, Rothschild e vários membros da família receberam vistos portugueses de Aristides de Sousa Mendes, permitindo-lhes fugir da França para Portugal. Maurice de Rothschild navegou de Lisboa para a Escócia no mês seguinte.

## Vida pessoal e morte
Em 1909, Maurice de Rothschild casou-se com Noémie de Rothschild. Sua mãe era Marie Hermine Rodrigues Péreire (1860-1936), filha de Eugène Péreire, da família de banqueiros Péreire, cujo Crédit Mobilier era um grande concorrente dos Rothschild. Noémie Halphen e Maurice de Rothschild tiveram um filho, Edmond.

## Legado
Maurice de Rothschild é comemorado no nome científico de uma espécie de lagarto malgaxe, Paracontias rothschildi.

A expedição africana de Maurice de Rothschild em 1904-1905, de natureza zoológica, foi registada num arquivo de três volumes e publicada em 1922, intitulada "Voyage de M. le baron Maurice de Rothschild en Éthiopie et en Afrique orientale anglaise (1904-1905): resultados científicos: animais articulados ". Está alojada na Biblioteca do Património da Diversidade Biológica.